# 트래비스 핵워스
서먼 트래비스 핵워스(Thurmon Travis Hackworth, 1975년 6월 5일 ~ )는 미국의 정치인이다.

## 학력
- 사우스웨스트 버지니아 커뮤니티 대학교

## 경력
- 2019.01 ~ 2021.04 테이즈웰 카운티 감독위원회 위원
- 2021.04 ~ 2024.01 제161·162대 버지니아주 제38선거구 상원의원
- 2024.01 ~ 제163대 버지니아주 제5선거구 상원의원

## 역대 선거 결과
| 선거명        | 직책명                     | 대수  | 정당   | 득표율 | 득표수   | 결과 | 당락                 |
| ------------- | -------------------------- | ----- | ------ | ------ | -------- | ---- | -------------------- |
| 2021년 재선거 | 상원의원 (버지니아 제38부) | 161대 | 공화당 | 76.15% | 18,100표 | 1위  | 버지니아 주의원 당선 |
| 2023년 선거   | 상원의원 (버지니아 제5부)  | 163대 | 공화당 | 66.78% | 36,528표 | 1위  | 버지니아 주의원 당선 |

## 참고 자료
- 위키미디어 공용에 트래비스 핵워스 관련 미디어 분류가 있습니다.